# Palácio da Alvorada
Il Palácio da Alvorada è un edificio localizzato a Brasilia, nel Distretto Federale, in Brasile, sulle rive del Lago Paranoá.
L'edificio è la residenza ufficiale del Presidente della Repubblica federale del Brasile.

## Storia
La costruzione del palazzo presidenziale, iniziata nel 10 luglio 1958, ha seguito il progetto architettonico disegnato da Oscar Niemeyer nel 1956; il cantiere fu inaugurato nella Capitale Federale, il 30 giugno 1958. Il lavoro fu completato in tempo per rendere il palazzo al centro dei festeggiamenti dell'inaugurazione di Brasilia il 21 aprile 1960. Fino ad allora la residenza del presidente era in un edificio provvisorio in legno, popolarmente conosciuto come Catetinho, inaugurato il 31 ottobre 1956, alla periferia di Brasilia. Dal 2004 al 2006 l'Alvorada ha subìto un processo di restauro e di ammodernamento. 

## Funzione
A partire da Juscelino Kubitschek, tutti i capi di Stato brasiliani hanno risieduto nell'Alvorada, fino a Temer. Anche se il presidente pernotta e ha diverse delle sue stanze di lettura e di studi nel Palácio da Alvorada, il Gabinete presidencial, cioè il suo principale luogo di lavoro, si trova nel Palácio do Planalto.